# قانون الأخبار الكاذبة الروسي لعام 2020 بشأن كوفيد-19
قانون الأخبار الكاذبة الروسي لعام 2020 بشأن كوفيد-19 يشمل قانونين فيدراليين، اعتمدهما مجلس الدوما في 31 مارس عام 2020، ووافق عليهما مجلس الاتحاد في 31 مارس عام 2020، ووقعهما الرئيس الروسي فلاديمير بوتين في 1 أبريل عام 2020، لإنشاء عقوبة إدارية (القانون رقم 99-إف زد) وعقوبة جنائية (القانون رقم 100-إف زد) تُطبق في حال نشر معلومات غير موثوقة حول الظروف المهددة لحياة وصحة المواطن بما في ذلك الأوبئة والكوارث الطبيعية والتكنولوجية والطوارئ والتدابير الرامية إلى ضمان الأمن. تهدف هذه القوانين إلى إبطال أي شكوك حول طبيعة مرض فيروس كورونا (كوفيد-19) وضمان صحة تدابير مكافحة الوباء. تعتبر هذه القوانين امتدادًا لقوانين الأخبار الكاذبة الروسية.

## ملخص
أُلحق القانون الاتحادي الصادر في 1 أبريل عام 2020 رقم 99-إف زد بالمادة 13.15 من قانون المخالفات الإدارية للاتحاد الروسي مع الجزئين 10.1 و10.2، وينص على فرض غرامات إدارية ضخمة على الأشخاص العاديين والأشخاص الاعتباريين في حال نشر «معلومات غير موثوقة» حول الظروف المهددة للحياة وصحة المواطن بما في ذلك الأوبئة والكوارث الطبيعية والتكنولوجية والطوارئ والتدابير الرامية إلى ضمان الأمن.
أُلحق القانون الاتحادي الصادر في 1 أبريل عام 2020 رقم إف زد-100 بالقانون الجنائي للاتحاد الروسي بالمادتين 207.1 و207.2 اللتين تنصان على فرض غرامات جنائية ضخمة وعمل قسري وسجن لمدة تصل إلى 5 سنوات للأشخاص العاديين في حال نشر «معلومات غير موثوقة» حول الظروف المهددة للحياة وصحة المواطن بما في ذلك الأوبئة والكوارث الطبيعية والتكنولوجية والطوارئ والتدابير الرامية إلى ضمان الأمن، إذا أدى هذا التفشي أو اعتُقد أنه سيؤدي إلى خسائر بشرية أو أضرار بصحة الأشخاص أو البيئة أو أضرار مادية كبيرة وانتهاك الظروف المعيشية للسكان.

## تطبيق القانون
رُفعت أول قضية جنائية ضد الناشطة السياسية آنا شوشبانوفا التي ذكرت في وسائل التواصل الاجتماعي أن مريضًا مصابًا بكوفيد-19 أُعيد إلى منزله.
كانت إيكاترينا كرابشينكوفا أول شخص أُدين بموجب مواد جديدة من القانون الجنائي الروسي، إذ ذكرت في وسائل التواصل الاجتماعي أن أحد متاجر موسكو يبيع أقنعة وجه سبق أن تلقاها من السلطات الصينية ضمن مساعدات إنسانية.

## رد الفعل
في 29 أبريل عام 2020، ذكرت منظمة العفو الدولية أن السلطات الروسية حاكمت مستخدمي وسائل التواصل الاجتماعي والصحفيين والعاملين في المجال الطبي بسبب كشفهم عن عيوب في استجابتها لفيروس كوفيد-19.
بحسب تقرير منظمة فريدم هاوس، فرضت السلطات الروسية قيودًا إضافية على وسائل الإعلام بحجة الوباء.